# Nokia E51
Pour les articles homonymes, voir E51.
Le Nokia E51 est un smartphone de Nokia sorti en 2007. Il a une connectivité 3G et Wi-Fi. Il a une Radio FM.

## Caractéristiques
- Système d'exploitation :  S60 3rd Edition, Feature Pack 1
- Processeur ARM 11 369 MHz
- GSM/EDGE/3G
- 115 × 47 × 12 mm pour 105 grammes
- Écran de définition 240 × 320 pixels6:9
- Batterie de 1 050 mAh
- Mémoire : 130 Mo extensibles par carte mémoire Micro SD
- Appareil photo numérique de 2 MégaPixels
- Wi-Fi b,g
- Bluetooth 2.0  Stéréo
- Vibreur
- Radio FM
- DAS : 1,47 W/kg.